# BLiTTER
BLiTTER ili blitter ime je za posebno sklopovlje, integrirani krug ili koprocesor u računarskom sistemu čiji zadatak je brzo prebacivanje i obradu velike količine podataka unutar memorije računala. Ove operacije prebacivanja i mijenaja blokova memorije poznate su po engleskom nazivu bit blit. Rad blittera obavlja paralelno s radom glavnog procesora, i koristi se za bitmapnu grafiku, odnosno dvo dimenzionalnu grafiku i igre. Sličan uređaj koji se koristi za prebacivanje blokova memorije ili podataka između memorije i periferne jedinice bez mijenjanja sadržaja zove se DMA (direktni pristup memoriji - direct memory access (eng.))

## Potreba
U ranim računarskim sistemima s rasterskom grafikom, zaslonska međumemorija obično se nalazila u glavnoj memoriji nekog sustava, a osvježavanje slike se izvršava s programom na centralnoj procesnoj jedinici (CPJ). U nekim sistemima koji imaju veliki broj operacija na zaslonu značilo bi oduzimanje vremena od CPJ-a za funkcije prebacivanja memorijskih stanica, i aplikacije jednostavnih operacija kao maskiranja i pomicanja bita unutar memorijske stanice.

## Povijest uporabe
Prvo računalo koje je koristilo BLiTTER bilo je računalo Amiga 1000, a izum blittera je registrirano u Patentskom uredu SAD-a pod nazivom "Naprava za prebacivanje blokova memorije bit-mapne slike kod osobnih računala"